# Martin Ticháček
Martin Ticháček, né le 15 septembre 1981 à Klatovy, est un footballeur tchèque. Il évolue au poste de gardien de but de la fin des années 1990 au milieu des années 2010. Il fait l'essentiel de sa carrière au FC Viktoria Plzeň avec qui il remporte le championnat en 2011.

## Biographie
Martin Ticháček commence le football au TJ Jiskra Domažlice. Il est repéré par le FC Viktoria Plzeň et rejoint ce club à l'âge de treize ans. Durant toutes ses années de formation, il se partage le poste de gardien de but avec Petr Čech. Il intègre l'équipe première en 2000 et est prêté au SK LeRK Prostějov pour une saison. De retour au Viktoria, il se blesse aux ligaments du genou ce qui l’empêche de disputer le championnat d'Europe des moins des 21 ans. En février 2007, il est de nouveau prêté pour six mois au SK Karlovy Vary, club de deuxième division.
De retour à Pilsen, il remporte le championnat en 2011 avec son club. Lors du mercato hivernal 2011-2012, il est prêté au FK Viktoria Žižkov. Il quitte définitivement le Viktoria Plzeň en 2013 et rejoint son premier club le Jiskra Domažlice qui évolue en troisième division. Parallèlement, il s'occupe de l'entraînement des jeunes gardiens du Viktoria. Il met fin à sa carrière de joueur en 2015.
En août 2015, il devient entraîneur des gardiens de l'équipe professionnelle du Viktoria. À l'été 2016, il rejoint l'équipe russe du FK Anji Makhatchkala dirigée par Pavel Vrba. Toujours sous les ordres de Pavel Vrba, il retourne au Viktoria l'année suivante puis, en janvier 2020, il s'engage avec le club bulgare du PFK Ludogorets Razgrad.

## Palmarès
Martin Ticháček est international tchèque des moins de 15 ans, 16 ans, 17 ans et 18 ans. Il remporte avec le FC Viktoria Plzeň le championnat en 2011.